# Gerd Jürgen Häuser
Gerd Jürgen Häuser (* 18. April 1948 in Nieder-Weisel jetzt Butzbach) ist ein deutscher Politiker (SPD).
Häuser ist von Beruf Betriebsschlosser und Verwaltungsangestellter. Er ist seit 1972 Mitglied der SPD. Nach dem Tode Heinrich Kleins übernahm Häuser am 2. Januar 1990 sein Mandat im Deutschen Bundestag. Er gehörte dem Parlament bis zum Ende der 11. Wahlperiode an.